# Чэдвик, Эмма
Эмма Чедвик, урождённая Амалия Хильма Лоустадт (швед. Emma Chadwick; 10 августа 1855 года, Стокгольм — 2 января 1932 года, Авиньон) — шведская художница.

## Биография

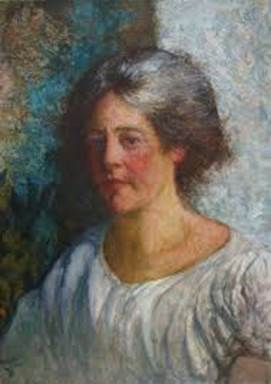
Фрэнсис Брукс Чадвик. Портрет жены, Эммы Чадвик

Эмма Чедвик была внучкой живописца-миниатюриста и гравера Карла Теодора Лоштадта (Carl Theodor Lowstadt). Родилась она в Стокгольме, где позднее обучалась в художественной академии. Потом отправилась в Париж, чтобы окончить учёбу. Училась в Академии Жюлиана, имела успех в художественных салонах. Лето проводила в художественной колонии в Грез-сюр-Луан, куда приезжали художники, такие как Карл Ларссон и другие шведы.
Однажды она познакомилась с американским художником Фрэнсисом Бруксом Чедвиком. Молодые люди поженились, купили в колонии гостиницу и в летние месяцы принимали там многих художников. Эмма любила путешествовать и, пока муж рисовал для себя, он зарисовывала сцены из своих путешествий. Поддерживала дружеские отношения с Андерсом Цорном и его женой.
Художница известна своими портретами и жанровыми произведениями. Принимала участие в ряде парижских выставок, на Всемирных выставках в Париже в 1889 и 1900 году, выставке в Чикаго в 1893 году.
Эмма Чедвик скончалась 2 января 1932 года в Авиньоне.
В настоящее время картины художницы хранятся в Национальном музее в Стокгольме, музее шведского города Линчёпинга, в частных коллекциях.
Её сестра, Ева Лоустадт-Острём, также стала художницей.